# داني دسوزا
داني دسوزا (بالفرنسية: Danny D'Souza)‏ هو منافس ألعاب قوى سيشلي، ولد في 14 نوفمبر 1987.

## وصلات خارجية
- داني دسوزا على موقع الاتحاد الدولي لألعاب القوى (الإنجليزية)
- داني دسوزا على موقع أوليمبيديا (الإنجليزية)
- داني دسوزا على موقع اتحاد ألعاب الكومنولث (مؤرشف) (الإنجليزية)